# Sindaci di Napoli
Di seguito l'elenco cronologico dei sindaci di Napoli e delle altre figure apicali equivalenti che si sono succedute nel corso della storia.

## Regno di Napoli (fino al 1799)
Eletti del popolo nominati dal Viceré di Napoli
| Periodo           | Periodo           | Primo cittadino                          | Partito | Carica            | Note |
| ----------------- | ----------------- | ---------------------------------------- | ------- | ----------------- | ---- |
| 19 marzo 1700     | 3 luglio 1702     | Pietro Paolo Mastellone                  |         | Eletto del popolo |      |
| 3 luglio 1702     | 20 settembre 1703 | Francesco d'Anna                         |         | Eletto del popolo |      |
| 20 settembre 1703 | 11 maggio 1705    | Giuseppe d'Angelo                        |         | Eletto del popolo |      |
| 11 maggio 1705    | 16 settembre 1707 | Luca Puoto                               |         | Eletto del popolo |      |
| 16 settembre 1707 | gennaio 1710      | Giuseppe Antonio de Marino               |         | Eletto del popolo |      |
| gennaio 1710      | 1º agosto 1712    | Giuseppe de Angelis (Duca di San Donato) |         | Eletto del popolo |      |
| 1º agosto 1712    | 17 marzo 1714     | Francesco Albano                         |         | Eletto del popolo |      |
| 17 marzo 1714     | 2 marzo 1715      | Salvatore Romano                         |         | Eletto del popolo |      |
| 2 marzo 1715      | 8 maggio 1717     | Marzio Cirillo                           |         | Eletto del popolo |      |
| 8 maggio 1717     | 14 maggio 1718    | Giuseppe Ferri                           |         | Eletto del popolo |      |
| 14 maggio 1718    | 30 dicembre 1722  | Giuseppe Brunasso (Duca di San Filippo)  |         | Eletto del popolo |      |
| 30 dicembre 1722  | 27 febbraio 1726  | Salvatore de Maria                       |         | Eletto del popolo |      |
| 27 febbraio 1726  | 13 agosto 1726    | Giuseppe de Angelis (Duca di San Donato) |         | Eletto del popolo |      |
| 13 agosto 1726    | 27 agosto 1729    | Parise Granito                           |         | Eletto del popolo |      |
| 27 agosto 1729    | 30 aprile 1732    | Nicola Maresca (Duca di Serracapricola)  |         | Eletto del popolo |      |
| 30 aprile 1732    | 8 settembre 1733  | Giuseppe De Rosa                         |         | Eletto del popolo |      |
| 8 settembre 1733  | 20 settembre 1738 | Giuseppe Brunasso (Duca di San Filippo)  |         | Eletto del popolo |      |
| 20 settembre 1738 | 18 ottobre 1741   | Giovanni Antonio Brancaccio (Duca)       |         | Eletto del popolo |      |
| 18 ottobre 1741   | 14 agosto 1743    | Agostino Tipaldi                         |         | Eletto del popolo |      |
| 14 agosto 1743    | 18 ottobre 1746   | Nicola Columbo                           |         | Eletto del popolo |      |
| 18 ottobre 1746   | 10 ottobre 1747   | Gabriele Boragine                        |         | Eletto del popolo |      |
| 10 ottobre 1747   | 29 agosto 1750    | Antonio Palomba (Marchese di Cesa)       |         | Eletto del popolo |      |
| 29 agosto 1750    | 23 febbraio 1756  | Giovanni Celentano                       |         | Eletto del popolo |      |
| 23 febbraio 1756  | 24 febbraio 1761  | Pietro Lignola                           |         | Eletto del popolo |      |
| 24 febbraio 1761  | 26 febbraio 1761  | Giovanni Colombo                         |         | Eletto del popolo |      |
| 26 febbraio 1761  | 8 settembre 1765  | Antonio Spinelli                         |         | Eletto del popolo |      |
| 8 settembre 1765  | 25 agosto 1768    | Giovanni Lembo                           |         | Eletto del popolo |      |
| 25 agosto 1768    | 31 agosto 1771    | Francesco De Ruggiero                    |         | Eletto del popolo |      |
| 31 agosto 1771    | 25 maggio 1775    | Antonio Spinelli                         |         | Eletto del popolo |      |
| 25 maggio 1775    | 17 giugno 1777    | Giuseppe Califano                        |         | Eletto del popolo |      |
| 17 giugno 1777    | 4 maggio 1778     | Gennaro Russo                            |         | Eletto del popolo |      |
| 4 maggio 1778     | 22 maggio 1780    | Ferdinando Lignola                       |         | Eletto del popolo |      |
| 22 maggio 1780    | 2 dicembre 1788   | Giovanni Lembo                           |         | Eletto del popolo |      |
| 2 dicembre 1788   | 7 agosto 1793     | Gaetano Verrusio                         |         | Eletto del popolo |      |
| 7 agosto 1793     |                   | Michele Picenna                          |         | Eletto del popolo |      |

## Regno napoleonico di Napoli (1806-1816)
| Periodo         | Periodo          | Primo cittadino                                              | Partito    | Carica                            | Note |
| --------------- | ---------------- | ------------------------------------------------------------ | ---------- | --------------------------------- | ---- |
| 30 marzo 1806   | 8 agosto 1808    | Giuseppe Carignani di Novoli (Duca di Carignano e di Novoli) | Murattiani | Capo del Corpo della Città        |      |
| 8 agosto 1808   | 1º dicembre 1808 | Antonio Lignola                                              |            | Capo del Corpo della Città        |      |
| 2 dicembre 1808 | 29 marzo 1813    | Michele Filangieri                                           |            | Intendente responsabile (Sindaco) |      |
| 30 marzo 1813   | 8 dicembre 1816  | Marino Carafa di Belvedere (Principe di Belvedere)           |            | Sindaco                           |      |

## Regno delle Due Sicilie (1816-1861)
| Periodo          | Periodo          | Primo cittadino                                                             | Partito | Carica         | Note |
| ---------------- | ---------------- | --------------------------------------------------------------------------- | ------- | -------------- | ---- |
| 8 dicembre 1816  | 7 febbraio 1817  | Marino Carafa di Belvedere (Principe di Belvedere)                          |         | Sindaco        |      |
| 8 febbraio 1817  | 6 giugno 1818    | Michele de' Medici (Principe di Ottajano)                                   |         | Sindaco        |      |
| 7 giugno 1818    | 2 marzo 1821     | Carlo Caracciolo (Marchese di Sant'Erasmo)                                  |         | Sindaco        |      |
| 3 marzo 1821     | 22 luglio 1821   | Antonio Starace                                                             |         | Delegato regio |      |
| 23 luglio 1821   | 29 dicembre 1823 | Francesco Tocco (Marchese di Montemiletto)                                  |         | Sindaco        |      |
| 30 dicembre 1823 | 30 dicembre 1829 | Giuseppe Pignatelli (Marchese di Casalnuovo)                                |         | Sindaco        |      |
| 1º gennaio 1830  | 26 maggio 1830   | Andrea Coppola (Duca di Canzano)                                            |         | Sindaco        |      |
| 27 maggio 1830   | 31 dicembre 1835 | Troiano Spinelli (Duca di Laurino)                                          |         | Sindaco        |      |
| 1º gennaio 1836  | 31 dicembre 1838 | Giuseppe Caracciolo (Marchese di Santagapito)                               |         | Sindaco        |      |
| 1º gennaio 1839  | 20 dicembre 1847 | Nazario Sanfelice (Duca di Bagnoli)                                         |         | Sindaco        |      |
| 1º gennaio 1848  | 31 gennaio 1848  | Giuseppe de' Medici (Principe di Ottajano)                                  |         | Delegato regio |      |
| 16 luglio 1848   | 14 gennaio 1857  | Antonio Carafa (Duca di Noja)                                               |         | Sindaco        |      |
| 27 gennaio 1857  | 7 settembre 1860 | Giuseppe Pignone del Carretto (Principe d'Alessandria e Marchese di Oriolo) |         | Sindaco        |      |

Periodo Dittatoriale Garibaldino (1860-1861)
| Periodo          | Periodo          | Primo cittadino                     | Partito | Carica  | Note |
| ---------------- | ---------------- | ----------------------------------- | ------- | ------- | ---- |
| 8 settembre 1860 | 30 novembre 1860 | conte Andrea Colonna di Stigliano   |         | Sindaco |      |
| 1º dicembre 1860 | 17 marzo 1861    | conte Giuseppe Colonna di Stigliano |         | Sindaco |      |

## Regno d'Italia (1861-1946)
| Sindaci nominati dal governo (1861-1889)                   | Sindaci nominati dal governo (1861-1889)             | Sindaci nominati dal governo (1861-1889) | Sindaci nominati dal governo (1861-1889) | Sindaci nominati dal governo (1861-1889) | Sindaci nominati dal governo (1861-1889) |
| Nominativo                                                 | Nominativo                                           | Partito                                  | Partito                                  | Mandato                                  | Mandato                                  |
| Nominativo                                                 | Nominativo                                           | Partito                                  | Partito                                  | Inizio                                   | Fine                                     |
| ---------------------------------------------------------- | ---------------------------------------------------- | ---------------------------------------- | ---------------------------------------- | ---------------------------------------- | ---------------------------------------- |
|                                                            | Giuseppe Colonna di Stigliano                        | ?                                        | ?                                        | 17 marzo 1861                            | 8 maggio 1864                            |
|                                                            | Fedele De Siervo (Assessore delegato)                |                                          | Destra storica                           | 9 maggio 1864                            | 31 maggio 1865                           |
|                                                            | Domenico Pisacane (Commissario regio)                | –                                        | –                                        | 1º giugno 1865                           | 30 agosto 1865                           |
|                                                            | Rodrigo Nolli                                        |                                          | Destra storica                           | 1º settembre 1865                        | 26 novembre 1866                         |
|                                                            | Fedele De Siervo                                     |                                          | Destra storica                           | 27 novembre 1866                         | 30 ottobre 1867                          |
|                                                            | Michele Pironti (Commissario regio)                  |                                          | Destra storica                           | 1º novembre 1867                         | 15 aprile 1868                           |
|                                                            | Guglielmo Capitelli                                  |                                          | Destra storica                           | 17 aprile 1868                           | 24 settembre 1870                        |
|                                                            | Paolo Emilio Imbriani                                |                                          | Destra storica                           | 25 settembre 1870                        | 2 marzo 1872                             |
|                                                            | Luigi Del Monte (Assessore anziano)                  | ?                                        | ?                                        | 3 marzo 1872                             | 13 giugno 1872                           |
|                                                            | Diomede Marvasi (Commissario regio)                  | –                                        | –                                        | 14 giugno 1872                           | 2 ottobre 1872                           |
|                                                            | Francesco Spinelli                                   |                                          | Destra storica                           | 3 ottobre 1872                           | 18 dicembre 1872                         |
|                                                            | Domenico Pisacane (Assessore anziano)                | ?                                        | ?                                        | 19 dicembre 1872                         | 28 dicembre 1874                         |
|                                                            | Giuseppe Melchionna (Assessore anziano)              | ?                                        | ?                                        | 29 dicembre 1874                         | 13 novembre 1875                         |
|                                                            | Antonio Winspeare                                    |                                          | Destra storica                           | 14 novembre 1875                         | 18 aprile 1876                           |
|                                                            | Gaetano Del Pezzo (Assessore anziano)                | ?                                        | ?                                        | 19 aprile 1876                           | 30 aprile 1876                           |
|                                                            | Ferdinando Ramognini (Commissario regio)             | –                                        | –                                        | 1º maggio 1876                           | 11 luglio 1876                           |
|                                                            | Gennaro Sambiase Sanseverino                         |                                          | Sinistra storica                         | 12 luglio 1876                           | 26 aprile 1878                           |
|                                                            | Giambattista Varè (Commissario regio)                | –                                        | –                                        | 27 aprile 1878                           | 11 agosto 1878                           |
|                                                            | Girolamo Giusso                                      |                                          | Destra storica                           | 12 agosto 1878                           | 31 agosto 1883                           |
|                                                            | Giuseppe Guida (Assessore anziano)                   | ?                                        | ?                                        | 1º settembre 1883                        | 17 settembre 1883                        |
|                                                            | Nicola Amore (Assessore anziano)                     |                                          | Destra storica                           | 18 settembre 1883                        | 17 maggio 1884                           |
| Nicola Amore                                               |                                                      | 17 maggio 1884                           | Destra storica                           | 8 maggio 1887                            |                                          |
|                                                            | Raffaele Eduardo (Assessore anziano)                 | ?                                        | ?                                        | 9 maggio 1887                            | 11 maggio 1887                           |
|                                                            | Antonio Carafa (Assessore anziano)                   | ?                                        | ?                                        | 12 maggio 1887                           | 21 settembre 1887                        |
|                                                            | Giuseppe Brancaccio (Assessore anziano)              | ?                                        | ?                                        | 22 settembre 1887                        | 12 giugno 1888                           |
|                                                            | Antonio Capocelatra (Assessore anziano)              | ?                                        | ?                                        | 13 giugno 1888                           | 21 settembre 1888                        |
|                                                            | Nicola Amore                                         |                                          | Destra storica                           | 22 settembre 1888                        | 17 novembre 1889                         |
| Sindaci eletti dal Consiglio comunale (1889-1926)          |                                                      |                                          |                                          |                                          |                                          |
| Nominativo                                                 | Nominativo                                           | Partito                                  | Partito                                  | Mandato                                  | Mandato                                  |
| Nominativo                                                 | Nominativo                                           | Partito                                  | Partito                                  | Inizio                                   | Fine                                     |
|                                                            | Celestino Summonte (Assessore anziano)               |                                          | Sinistra storica                         | 18 novembre 1889                         | 19 novembre 1889                         |
|                                                            | Giuseppe Caracciolo                                  |                                          | Destra storica                           | 20 novembre 1889                         | 9 giugno 1891                            |
|                                                            | Francesco Trinchera (Assessore anziano)              |                                          | Sinistra storica                         | 10 giugno 1891                           | 25 giugno 1891                           |
|                                                            | Giuseppe Saredo                                      | ?                                        | ?                                        | 26 giugno 1891                           | 11 gennaio 1892                          |
|                                                            | Salvatore Fusco                                      |                                          | Sinistra storica                         | 12 gennaio 1892                          | 19 gennaio 1893                          |
|                                                            | Carlo Aiello (Assessore anziano)                     | ?                                        | ?                                        | 20 gennaio 1893                          | 7 febbraio 1893                          |
|                                                            | Antonio Torchiarolo (Assessore anziano)              | ?                                        | ?                                        | 8 febbraio 1893                          | 17 luglio 1893                           |
|                                                            | Camillo Garroni (Commissario regio)                  | –                                        | –                                        | 18 luglio 1893                           | 21 gennaio 1894                          |
|                                                            | Francesco Spinelli (Consigliere anziano)             | ?                                        | ?                                        | 22 gennaio 1894                          | 25 gennaio 1894                          |
|                                                            | Carlo Del Pezzo                                      |                                          | Destra storica                           | 26 gennaio 1894                          | 17 febbraio 1895                         |
|                                                            | Beniamino Ruffo Damiano (Commissario regio)          | –                                        | –                                        | 18 febbraio 1895                         | 1º settembre 1895                        |
|                                                            | Francesco Girardi (Commissario regio)                | –                                        | –                                        | 2 settembre 1895                         | 30 gennaio 1896                          |
|                                                            | Enrico Galli (Consigliere anziano)                   | ?                                        | ?                                        | 31 gennaio 1896                          | 13 febbraio 1896                         |
|                                                            | Tito Donato (Commissario prefettizio)                | –                                        | –                                        | 14 febbraio 1896                         | 30 marzo 1896                            |
|                                                            | Ottavio Serena (Commissario regio)                   | –                                        | –                                        | 1º aprile 1896                           | 23 agosto 1896                           |
|                                                            | Stefano Giliberti (Assessore anziano)                | ?                                        | ?                                        | 24 agosto 1896                           | 25 agosto 1896                           |
|                                                            | Emilio Capomazzi                                     |                                          | Destra storica                           | 26 agosto 1896                           | 23 luglio 1898                           |
|                                                            | Celestino Summonte                                   |                                          | Sinistra storica                         | 24 luglio 1898                           | 13 dicembre 1899                         |
|                                                            | Domenico de Roberto (Assessore anziano)              | ?                                        | ?                                        | 14 dicembre 1899                         | 15 dicembre 1899                         |
|                                                            | Celestino Summonte                                   |                                          | Sinistra storica                         | 16 dicembre 1899                         | 10 novembre 1900                         |
|                                                            | Carlo Guala (Commissario regio)                      | –                                        | –                                        | 11 novembre 1900                         | 31 maggio 1901                           |
|                                                            | Carlo Chiaro (Commissario regio)                     | –                                        | –                                        | 1º giugno 1901                           | 29 novembre 1901                         |
|                                                            | Luigi Miraglia                                       |                                          | Sinistra storica                         | 30 novembre 1901                         | 27 settembre 1903                        |
|                                                            | Orazio Comes (Assessore anziano)                     | ?                                        | ?                                        | 28 settembre 1903                        | 18 ottobre 1903                          |
|                                                            | Ferdinando Del Carretto di Novello                   |                                          | Destra storica                           | 19 ottobre 1903                          | 6 luglio 1904                            |
|                                                            | Ferdinando Del Carretto di Novello                   | 6 luglio 1904                            | Destra storica                           | 21 luglio 1904                           |                                          |
|                                                            | Onofrio De Filippis (Assessore anziano)              | ?                                        | ?                                        | 22 luglio 1904                           | 20 agosto 1906                           |
|                                                            | Ferdinando Palma (Assessore anziano)                 | ?                                        | ?                                        | 21 agosto 1906                           | 27 agosto 1906                           |
|                                                            | Filippo del Balzo (Assessore anziano)                | ?                                        | ?                                        | 28 agosto 1906                           | 23 settembre 1906                        |
|                                                            | Adriano Trincheri (Commissario regio)                | –                                        | –                                        | 24 settembre 1906                        | 10 aprile 1907                           |
|                                                            | Ferdinando Del Carretto di Novello                   |                                          | Destra storica                           | 11 aprile 1907                           | 30 luglio 1910                           |
|                                                            | Francesco Chioccarelli (Assessore anziano)           | ?                                        | ?                                        | 31 luglio 1910                           | 10 agosto 1910                           |
|                                                            | Ferdinando Del Carretto di Novello                   |                                          | Destra storica                           | 11 agosto 1910                           | 31 ottobre 1913                          |
|                                                            | Vittorio Menzinger (Commissario regio)               | –                                        | –                                        | 1º novembre 1913                         | 14 maggio 1914                           |
|                                                            | Vincenzo Pericoli (Commissario regio)                | –                                        | –                                        | 15 maggio 1914                           | 31 luglio 1914                           |
|                                                            | Pasquale Del Pezzo                                   |                                          | Blocco popolare                          | 1º agosto 1914                           | 30 aprile 1917                           |
|                                                            | Enrico Presutti                                      |                                          | Partito Liberale                         | 1º maggio 1917                           | 30 ottobre 1918                          |
|                                                            | Arturo Labriola (Prosindaco)                         |                                          | Partito Socialista Italiano              | 1º novembre 1918                         | 31 dicembre 1918                         |
|                                                            | Giuseppe Fagiolari (Commissario regio)               | –                                        | –                                        | 1º gennaio 1919                          | 31 dicembre 1920                         |
|                                                            | Eduardo Verdonois (Commissario regio)                | –                                        | –                                        | 1º gennaio 1920                          | 30 novembre 1922                         |
|                                                            | Alfredo Vittorio Russo                               |                                          | Partito Liberale                         | 1º dicembre 1920                         | 31 marzo 1921                            |
|                                                            | Alberto Geremicca                                    |                                          | Partito Liberale                         | 1º dicembre 1921                         | 31 marzo 1922                            |
|                                                            | Raffaele Angiulli                                    |                                          | Partito Liberale                         | 22 novembre 1922                         | 22 ottobre 1924                          |
|                                                            | Alberto Geremicca (Commissario regio)                | –                                        | –                                        | 23 ottobre 1924                          | 8 luglio 1925                            |
|                                                            | Efisio Baccaredda (Commissario regio)                | –                                        | –                                        | 9 luglio 1925                            | 19 marzo 1926                            |
| Podestà nominati dal governo (1926-1943)                   |                                                      |                                          |                                          |                                          |                                          |
| Nominativo                                                 | Nominativo                                           | Partito                                  | Partito                                  | Mandato                                  | Mandato                                  |
| Nominativo                                                 | Nominativo                                           | Partito                                  | Partito                                  | Inizio                                   | Fine                                     |
|                                                            | Francesco Montuori (Commissario regio)               | –                                        | –                                        | 20 marzo 1926                            | 10 ottobre 1927                          |
|                                                            | Francesco Vicedomini (Commissario regio)             | –                                        | –                                        | 11 ottobre 1927                          | 30 novembre 1927                         |
|                                                            | Dante Almansi (Commissario regio)                    | –                                        | –                                        | 1º dicembre 1927                         | 5 gennaio 1930                           |
|                                                            | Giovanni De Riseis                                   |                                          | Partito Nazionale Fascista               | 6 gennaio 1930                           | 6 aprile 1932                            |
|                                                            | Lorenzo La Via di Sant'Agrippina (Commissario regio) | –                                        | –                                        | 7 aprile 1932                            | 22 gennaio 1934                          |
|                                                            | Giovanni Niutta (Commissario regio)                  | –                                        | –                                        | 23 gennaio 1934                          | 10 luglio 1936                           |
|                                                            | Giovanni Orgera                                      |                                          | Partito Nazionale Fascista               | 11 luglio 1936                           | 5 agosto 1943                            |
| Sindaci del periodo costituzionale transitorio (1943-1946) |                                                      |                                          |                                          |                                          |                                          |
| Nominativo                                                 | Nominativo                                           | Partito                                  | Partito                                  | Mandato                                  | Mandato                                  |
| Nominativo                                                 | Nominativo                                           | Partito                                  | Partito                                  | Inizio                                   | Fine                                     |
|                                                            | Giuseppe Solimene (Commissario regio)                | –                                        | –                                        | 6 agosto 1943                            | 23 marzo 1944                            |
|                                                            | Giuseppe Solimene                                    | ?                                        | ?                                        | 23 marzo 1944                            | 14 aprile 1944                           |
|                                                            | Gustavo Ingrosso                                     |                                          | Partito Democratico del Lavoro           | 15 aprile 1944                           | 26 settembre 1944                        |
|                                                            | Giuseppe Fucci (Commissario prefettizio)             | –                                        | –                                        | 27 settembre 1944                        | 7 gennaio 1945                           |
|                                                            | Gennaro Fermariello                                  |                                          | Partito d'Azione                         | 8 gennaio 1945                           | 5 settembre 1946                         |
|                                                            | Pietro Chiarotti (Commissario prefettizio)           | –                                        | –                                        | 6 settembre 1946                         | 13 dicembre 1946                         |

## Repubblica Italiana (dal 1946)
| Sindaci eletti dal Consiglio comunale (1946-1993)    | Sindaci eletti dal Consiglio comunale (1946-1993) | Sindaci eletti dal Consiglio comunale (1946-1993) | Sindaci eletti dal Consiglio comunale (1946-1993) | Sindaci eletti dal Consiglio comunale (1946-1993) | Sindaci eletti dal Consiglio comunale (1946-1993) | Sindaci eletti dal Consiglio comunale (1946-1993) | Sindaci eletti dal Consiglio comunale (1946-1993) | Sindaci eletti dal Consiglio comunale (1946-1993) |
| Nominativo                                           | Nominativo                                        | Partito                                           | Partito                                           | Giunta                                            | Giunta                                            | Mandato                                           | Mandato                                           | Elezione                                          |
| Nominativo                                           | Nominativo                                        | Partito                                           | Partito                                           | Giunta                                            | Giunta                                            | Inizio                                            | Fine                                              | Elezione                                          |
| ---------------------------------------------------- | ------------------------------------------------- | ------------------------------------------------- | ------------------------------------------------- | ------------------------------------------------- | ------------------------------------------------- | ------------------------------------------------- | ------------------------------------------------- | ------------------------------------------------- |
|                                                      | Giuseppe Buonocore                                |                                                   | Partito Democratico Italiano                      |                                                   | UQ-PNM-PLI-DC                                     | 14 dicembre 1946                                  | 28 febbraio 1948                                  | Elezione 1946                                     |
|                                                      | Domenico Moscati                                  |                                                   | Democrazia Cristiana                              | 1º marzo 1948                                     | UQ-PNM-PLI-DC                                     | 8 luglio 1952                                     |                                                   | Elezione 1946                                     |
|                                                      | Achille Lauro                                     |                                                   | Partito Nazionale Monarchico                      |                                                   | PNM-MSI                                           | 9 luglio 1952                                     | 26 giugno 1956                                    | Elezione 1952                                     |
|                                                      | Achille Lauro                                     | Partito Monarchico Popolare                       |                                                   | PMP                                               | 26 giugno 1956                                    | 19 dicembre 1957                                  | Elezione 1956                                     |                                                   |
|                                                      | Alberto Senno (Assessore anziano)                 | ?                                                 | ?                                                 | PMP                                               | 20 dicembre 1957                                  | 5 gennaio 1958                                    | Elezione 1956                                     |                                                   |
|                                                      | Nicola Sansanelli                                 |                                                   | Partito Monarchico Popolare                       | PMP                                               | 6 gennaio 1958                                    | 12 febbraio 1958                                  | Elezione 1956                                     |                                                   |
|                                                      | Alfredo Correra (Commissario prefettizio)         | –                                                 | –                                                 | –                                                 | –                                                 | 13 febbraio 1958                                  | 3 febbraio 1961                                   | –                                                 |
|                                                      | Achille Lauro                                     |                                                   | Partito Democratico Italiano di Unità Monarchica  |                                                   | PDIUM-MSI                                         | 4 febbraio 1961                                   | 29 novembre 1961                                  | Elezione 1960                                     |
|                                                      | Federico D'Aiuto (Commissario prefettizio)        | –                                                 | –                                                 | –                                                 | –                                                 | 30 novembre 1961                                  | 9 ottobre 1962                                    | –                                                 |
|                                                      | Vincenzo Mario Palmieri                           |                                                   | Democrazia Cristiana                              |                                                   | DC-PSI-PSDI                                       | 10 ottobre 1962                                   | 30 luglio 1963                                    | Elezione 1962                                     |
|                                                      | Ferdinando Clemente                               |                                                   | Democrazia Cristiana                              | 31 luglio 1963                                    | DC-PSI-PSDI                                       | 10 aprile 1964                                    |                                                   | Elezione 1962                                     |
|                                                      | Guido Mattuicci (Commissario prefettizio)         | –                                                 | –                                                 | –                                                 | –                                                 | 11 aprile 1964                                    | 26 maggio 1965                                    | –                                                 |
|                                                      | Ferdinando Clemente                               |                                                   | Democrazia Cristiana                              |                                                   | DC-PSI-PSDI                                       | 27 gennaio 1965                                   | 19 gennaio 1966                                   | Elezione 1964                                     |
|                                                      | Giovanni Principe                                 |                                                   | Democrazia Cristiana                              | 20 gennaio 1966                                   | DC-PSI-PSDI                                       | 15 novembre 1970                                  |                                                   | Elezione 1964                                     |
|                                                      | Gerardo De Michele                                |                                                   | Democrazia Cristiana                              |                                                   | DC-PSI-PSDI                                       | 16 novembre 1970                                  | 1º agosto 1974                                    | Elezione 1970                                     |
|                                                      | Bruno Milanesi                                    |                                                   | Democrazia Cristiana                              | 2 agosto 1974                                     | DC-PSI-PSDI                                       | 26 settembre 1975                                 |                                                   | Elezione 1970                                     |
|                                                      | Maurizio Valenzi                                  |                                                   | Partito Comunista Italiano                        |                                                   | PCI-PSI                                           | 27 settembre 1975                                 | 5 settembre 1980                                  | Elezione 1975                                     |
|                                                      | Maurizio Valenzi                                  | PCI-PSI                                           | Partito Comunista Italiano                        | 5 settembre 1980                                  | 16 aprile 1983                                    | Elezione 1980                                     |                                                   |                                                   |
|                                                      | Giuseppe Conti (Commissario prefettizio)          | –                                                 | –                                                 | –                                                 | –                                                 | 19 agosto 1983                                    | 30 gennaio 1984                                   | –                                                 |
|                                                      | Francesco Picardi                                 |                                                   | Partito Socialista Democratico Italiano           |                                                   | DC-PSI-PSDI-PRI-PLI                               | 30 gennaio 1984                                   | 29 aprile 1984                                    | Elezione 1983                                     |
|                                                      | Vincenzo Scotti                                   |                                                   | Democrazia Cristiana                              | 30 aprile 1984                                    | DC-PSI-PSDI-PRI-PLI                               | 5 agosto 1984                                     |                                                   | Elezione 1983                                     |
|                                                      | Mario Forte                                       |                                                   | Democrazia Cristiana                              | 6 agosto 1984                                     | DC-PSI-PSDI-PRI-PLI                               | 28 novembre 1984                                  |                                                   | Elezione 1983                                     |
|                                                      | Carlo D'Amato                                     |                                                   | Partito Socialista Italiano                       | 29 novembre 1984                                  | DC-PSI-PSDI-PRI-PLI                               | 22 ottobre 1986                                   |                                                   | Elezione 1983                                     |
|                                                      | Sergio Vitiello (Commissario prefettizio)         | –                                                 | –                                                 | –                                                 | –                                                 | 23 ottobre 1986                                   | 28 luglio 1987                                    | –                                                 |
|                                                      | Pietro Lezzi                                      |                                                   | Partito Socialista Italiano                       |                                                   | DC-PSI                                            | 29 luglio 1987                                    | 31 luglio 1990                                    | Elezione 1987                                     |
|                                                      | Nello Polese                                      |                                                   | Partito Socialista Italiano                       | 1º agosto 1990                                    | DC-PSI                                            | 29 luglio 1992                                    |                                                   | Elezione 1987                                     |
|                                                      | Nello Polese                                      | DC-PSI                                            | Partito Socialista Italiano                       | 29 luglio 1992                                    | 1º aprile 1993                                    | Elezione 1992                                     |                                                   |                                                   |
|                                                      | Francesco Tagliamonte                             | DC-PSI                                            |                                                   | Democrazia Cristiana                              | 2 aprile 1993                                     | Elezione 1992                                     | 5 agosto 1993                                     |                                                   |
|                                                      | Aldo Marino (Commissario prefettizio)             | –                                                 | –                                                 | –                                                 | –                                                 | 6 agosto 1993                                     | 5 dicembre 1993                                   | –                                                 |
| Sindaci eletti direttamente dai cittadini (dal 1993) |                                                   |                                                   |                                                   |                                                   |                                                   |                                                   |                                                   |                                                   |
| Nominativo                                           | Nominativo                                        | Partito                                           | Partito                                           | Coalizione                                        | Coalizione                                        | Mandato                                           | Mandato                                           | Elezione                                          |
| Nominativo                                           | Nominativo                                        | Partito                                           | Partito                                           | Coalizione                                        | Coalizione                                        | Inizio                                            | Fine                                              | Elezione                                          |
|                                                      | Antonio Bassolino                                 |                                                   | Partito Democratico della Sinistra                |                                                   | PDS-FdV-PRC-RS-La Rete-L. civiche                 | 5 dicembre 1993                                   | 16 novembre 1997                                  | Elezione 1993                                     |
|                                                      | Antonio Bassolino                                 | PDS-PPI-RI-FdV-PRC-PRI-UD-La Rete-L. civiche      | Partito Democratico della Sinistra                | 16 novembre 1997                                  | 24 marzo 2000                                     | Elezione 1997                                     |                                                   |                                                   |
|                                                      | Riccardo Marone (Vicesindaco facente funzioni)    | PDS-PPI-RI-FdV-PRC-PRI-UD-La Rete-L. civiche      |                                                   | Democratici di Sinistra                           | 24 marzo 2000                                     | Elezione 1997                                     | 13 maggio 2001                                    |                                                   |
|                                                      | Rosa Russo Iervolino                              |                                                   | Partito Popolare Italiano                         |                                                   | DS-PPI-RI-FdV-PRC-SDI-UDEUR-L. civiche            | 13 maggio 2001                                    | 28 maggio 2006                                    | Elezione 2001                                     |
|                                                      | Rosa Russo Iervolino                              | Democrazia è Libertà - La Margherita              |                                                   | DS-DL-UDEUR-PdCI-FdV-PRC-IdV-SDI                  | 28 maggio 2006                                    | 1º giugno 2011                                    | Elezione 2006                                     |                                                   |
|                                                      | Luigi de Magistris                                |                                                   | Italia dei Valori                                 |                                                   | IdV-FdS-L. civica                                 | 1º giugno 2011                                    | 20 giugno 2016                                    | Elezione 2011                                     |
|                                                      | Luigi de Magistris                                | Democrazia Autonomia                              |                                                   | DemA-PRC-SEL-FdV-L. civiche                       | 20 giugno 2016                                    | 18 ottobre 2021                                   | Elezione 2016                                     |                                                   |
|                                                      | Gaetano Manfredi                                  |                                                   | Indipendente                                      |                                                   | PD-M5S-NS-IV-NC-SI-Art.1-EV-CD-Mod-L. civiche     | 18 ottobre 2021                                   | in carica                                         | Elezione 2021                                     |